# Acropora abrolhosensis
Acropora abrolhosensis е вид корал от семейство Acroporidae. Видът е световно застрашен, със статут Уязвим.

## Разпространение и местообитание
Разпространен е в Австралия, Индонезия, Кирибати, Малайзия, Маршалови острови, Микронезия, Нова Каледония, Палау, Папуа Нова Гвинея, Провинции в КНР, Соломонови острови, Тайван, Тувалу, Фиджи, Филипини и Япония.
Среща се на дълбочина от 2 до 8,5 m, при температура на водата от 22,2 до 28,6 °C и соленост 34,5 – 35,5 ‰.

## Описание
Популацията им е намаляваща.